# Haeinsa
Haeinsa (해인사, 海印寺) ist einer der Haupttempel des buddhistischen Jogye-Ordens (대한불교조계종, 大韓佛敎 曹溪宗). Der Tempel liegt an der Flanke des Berges Gayasan (가야산, 伽倻山), in der Nähe von Daegu im Süden der Provinz Gyeongsangnam in Südkorea. 1995 wurde der Tempelkomplex von der UNESCO als Weltkulturerbestätte in das UNESCO-Welterbe aufgenommen.

## Bedeutung
Haeinsa ist einer der drei Tempel der drei Juwelen. Er steht für Dharma oder die buddhistische Lehre. Der Tempel wird bis heute aktiv als Seon-Kloster genutzt (선, 禪). Hier lebte auch der einflussreiche Lama Seongcheol (성철, 性徹), der in Korea als lebender Buddha angesehen wurde. Er war berühmt für seine asketische Lebensweise sowie für die Klarheit seines Unterrichts. Seongcheol starb hier im Jahre 1993.
Die besondere Bedeutung des Tempels Haeinsa liegt darin, dass er in seinen Lagergebäuden Janggyeong Panjeon die Tripitaka Koreana beherbergt, die Druckplatten für eine der umfangreichsten Sammlungen buddhistischer Schriften. Die Sammlung umfasst 81.258 Platten. Die Druckplatten lagern dort seit dem Jahr 1398.

## Name
Die Silbe Sa in Haeinsa bedeutet Tempel. Der Namensteil Haein leitet sich ab von 'Haein samadhi' aus dem Avatamsaka-Sutra. Darin heißt es, dass sich einem angstfreien (schmerzfreien, ruhigen) Bewusstsein sich der Grund von allem offenbart, so wie ein Spiegelbild auf einer ruhigen Wasseroberfläche. Der Name ist also eine Referenz auf ein Lehrgedicht (Sutra), statt für sich genommen eine Bedeutung zu tragen. Die zahlreichen Übersetzungen des Namens des Klosters sind deshalb meist keine wörtlichen Übersetzungen von Haein, sondern der Versuch, den Inhalt des Lehrgedichtes kompakt zusammenzufassen. Die zahlreichen Übersetzungen des Namens Haeinsa unterscheiden sich deshalb zum Teil erheblich.

## Geschichte
Der Tempel wurde im Jahre 802 gegründet. Einer Legende nach war die Frau des Königs Aejang (애장왕, 哀莊王), des vereinigten Sillareiches schwer erkrankt. Den beiden buddhistischen Mönchen Suneung und seinem Schüler Ijeong gelang es bei ihrer Rückkehr aus China jedoch, sie zu heilen. Aus Dankbarkeit soll der König danach angeordnet haben, den ursprünglichen Tempel zu errichten. Es existieren daneben aber auch andere Darstellungen, so dass der genaue Ursprung nicht gesichert ist.
Beim Aufstieg des Goryeoreiches im 10. Jahrhundert, gelang es dem damaligen Abt Huirang, von König Taejo während dessen Herrschaft (918–943) Unterstützung und Schutz zu gewinnen. Der Tempelkomplex wurde in dieser Zeit aufwändig renoviert. Weitere Renovierungen folgten in den Jahren 1488, 1622 und 1644. Im Jahre 1817 brannte der Tempelkomplex fast vollständig nieder und wurde in den darauf folgenden Jahren neu errichtet. Bei weiteren Renovierungsarbeiten im Jahre 1964 wurde ein Gewand des Königs Gwanghaegun gefunden, der die Renovierung im Jahre 1622, sowie eine Inschrift in einem der Firstbalken veranlasst hatte.
Während des Koreakriegs wurden im September 1951 nach der Landung bei Incheon die nordkoreanischen Truppen zurückgeschlagen. Im Bereich der Tempelanlage Haeinsa gelang es jedoch einer nordkoreanischen Einheit von rund 1000 Soldaten sich zu verschanzen. Der Tempel sollte deshalb bombardiert werden. Kim Young-hwan, ein koreanischer Oberst und Leiter der Luftwaffeneinheit, die den Einsatz koordinieren sollte, weigerte sich jedoch, den Einsatzbefehl der US-Militärs umzusetzen. Durch diese Befehlsverweigerung überstand die Tempelanlage den Koreakrieg.

## Beschreibung
Die Haupthalle Daejeokkwangjeon (대적광전, 大寂光殿: Halle der Großen Stille und des Lichts), ist ungewöhnlich, weil sie nicht, wie in den meisten Tempeln üblich dem Buddha Siddhartha Gautama (auf Koreanisch Seokgamoni) gewidmet ist, sondern Buddha Vairocana, einem transzendenten Buddha.
Die Tempelanlage enthält eine Reihe weiterer Kunstgegenstände des koreanischen Nationalschatzes.

### Janggyeong Panjeon (Nationalschatz Nr. 52)

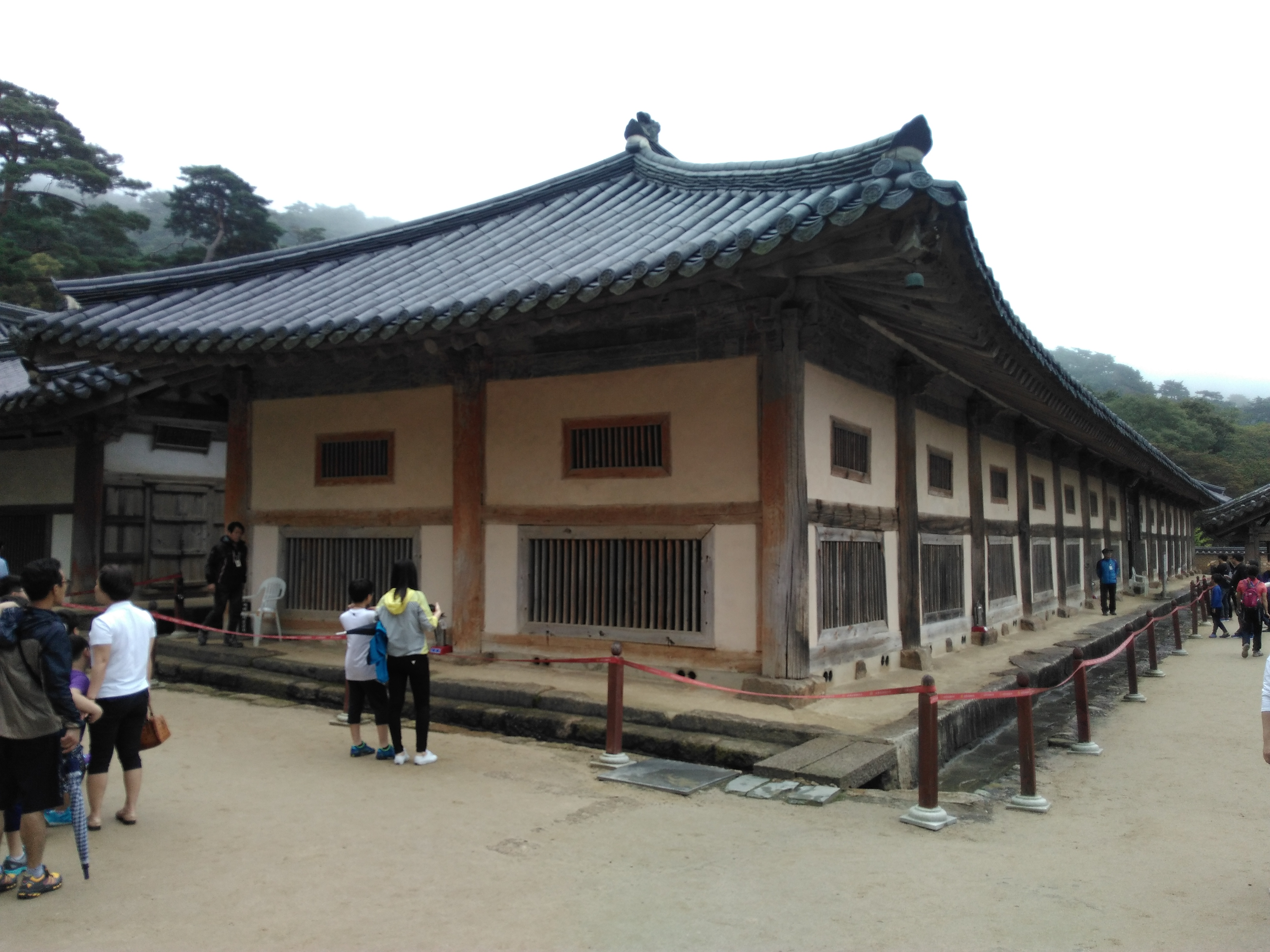
Lagergebäude im Janggyeong Panjeon

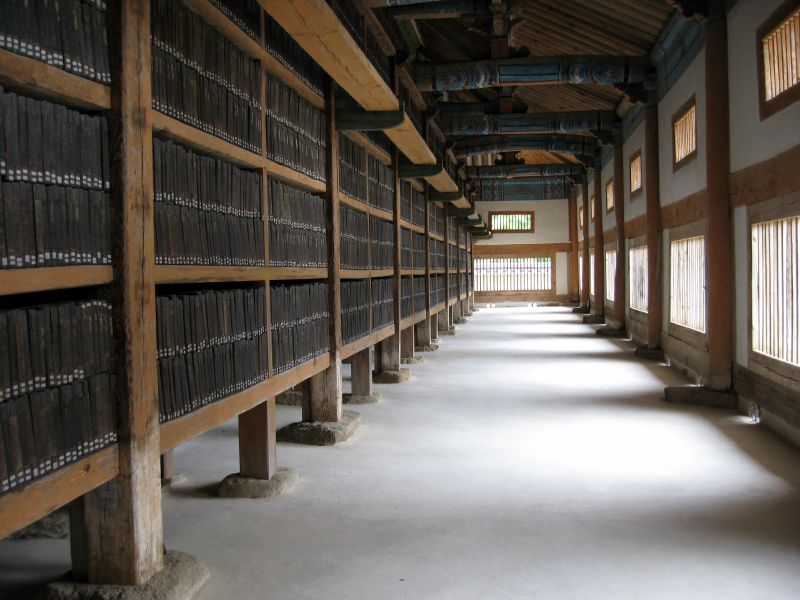
Regalreihen mit hölzernen Druckblöcken der Tripitaka Koreana

Janggyeong Panjeon ist der Name für einen Komplex aus vier Gebäuden. In ihnen werden die mehr als 80.000 hölzernen Druckstöcke der Tripitaka Koreana aufbewahrt. Die Gebäude gehören zu den größten Holzgebäuden für Lagerzwecke auf der Welt und wurden am 20. Dezember 1962 von der koreanischen Regierung in die Liste der Nationalschätze Südkoreas aufgenommen.
Insgesamt wurde die Tempelanlage Haeinsa von 7 großen Bränden heimgesucht, die dem Kloster schweren Schaden zugefügt haben. Dabei blieb jedoch der Janggyeong Panjeon Komplex jedes Mal unbeschädigt. Das ist insbesondere bemerkenswert für den siebenjährigen Invasionskrieg der Japaner in den Jahren 1592 bis 1598, den großen Brand im Jahre 1818, der fast das ganze Kloster zerstörte, sowie die Auseinandersetzungen während des Koreakrieges (siehe oben). Der Janggyeong Panjeon Komplex stellt heute deshalb den ältesten Teil der Gebäude in der Tempelanlage.
Der Gebäudekomplex wurde im 15. Jahrhundert errichtet, das genaue Datum ist jedoch ungeklärt. Man geht allerdings davon aus, dass König Sejo den Komplex im Jahre 1457 renovieren und ausbauen ließ. Der Komplex besteht aus 4 Lagerhallen, die in einem Rechteck angeordnet sind. Da sie von Anfang an als Lager konzipiert waren, sind sie funktional und schmucklos gebaut. Das nördliche Langhaus beherbergt die philosophischen Prosatexte und wird deshalb Beopbojeon genannt (Halle des Dharma, ungefähr: Halle der Gesetzmäßigkeiten). Das südliche Langhaus beherbergt die, meist in Reimen gefassten, Lehrtexte und wird Sudarajang genannt (Halle der Sutren, ungefähr Halle der Lehrreden). Die beiden Langhäuser haben jeweils eine Länge von 60,44 m, eine Breite von 8,73 m und eine Höhe von 7,8 m. Beide sind in 15 Abschnitte unterteilt, jeder aus einem Großen und zwei kleineren angrenzenden Räumen bestehend. Zwischen den Stirnseiten der beiden Langhäuser stehen zwei kürzere Gebäude, in denen 2 kleinere Bibliotheken untergebracht sind, aber auch Kunstgegenstände aufbewahrt werden.

### Tripitaka Koreana (Nationalschatz Nr. 32)

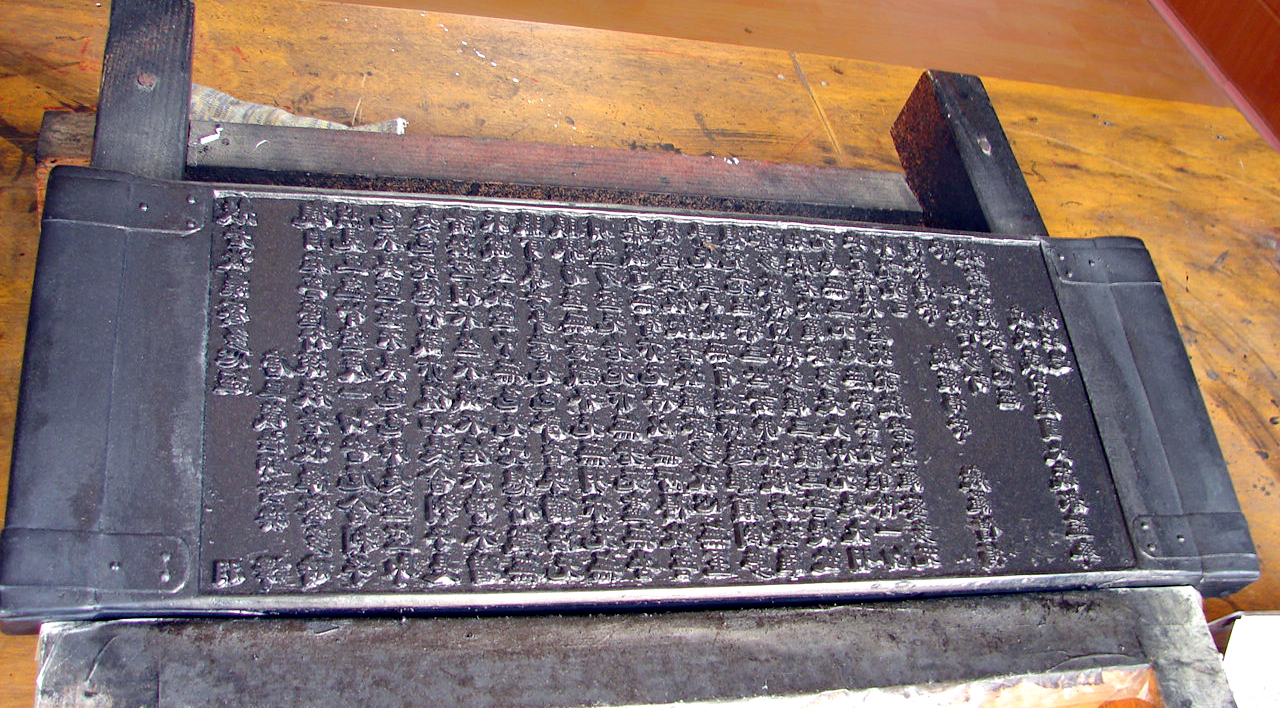
Kopie eines der Druckblöcke der Tripitaka Koreana, mit der Besucher den Druckprozess selbst probieren können.

Die Tripitaka Koreana umfasst 81.258 hölzerne Druckplatten für eine der umfassendsten buddhistischen Schriftensammlungen. Auf Koreanisch wird sie auch Palman Daejanggyeong (팔만대장경) genannt, was so viel bedeutet wie Achtzigtausend Tripitaka, wegen der mehr als achtzigtausend Druckstöcke.
Für die Platten wurden nur besonders widerstandsfähige Holzarten, vorwiegend Kirsch- und Birnbaum verwendet. Das Holz wurde in Salzwasser gekocht, um es zusätzlich haltbar zu machen, und danach sehr langsam und schonend getrocknet, um zu verhindern, dass es dabei rissig wird. In Janggyeong Panjeon findet es dazu optimale Lagerbedingungen.
Die erste Version der Tripitaka Koreana wurde um das Jahr 1087 erstellt. Diese wurde jedoch in kriegerischen Auseinandersetzungen während einer der Mongoleninvasionen im Jahre 1232 zerstört. Aufgrund von erhalten gebliebenen Drucken, wurden die Druckplatten in den 16 Jahren von 1236 bis 1251 neu erstellt. Bislang konnte auf den Druckplatten noch kein Fehler und keine nachträgliche Korrektur entdeckt werden.

## Weltkulturerbe
Tempel von Haeinsa, Janggyeong Panjeon, Aufbewahrungsort der Tafeln der Tripitaka Koreana  wurde 1995 aufgrund eines Beschlusses der 19. Sitzung des World Heritage Committee in die Liste des UNESCO-Welterbes eingetragen. Damit gehört der Tempel mit dem Grottentempel Seokguram und Tempel Bulguksa und dem Jongmyo-Schrein zu den ersten Weltkulturerbestätten in Südkorea, das 1988 der Welterbekonvention beigetreten war. Die Welterbestätte umfasst alle Komponenten des Haeinsa-Tempelkomplexes einschließlich des Janggyeong Panjeon und der Tafeln der Tripitaka Koreana.
In der Begründung für die Eintragung heißt es unter anderem:

„Die Aufbewahrungsgebäude wurden speziell für die natürliche Belüftung entwickelt und stimmen angepasst an die klimatischen Bedingungen Temperatur und Feuchtigkeit ab, wodurch sie die Holztafeln für etwa 500 Jahre vor Nagetieren und Insektenbefall schützten. Der Haeinsa-Tempelkomplex ist ein berühmtes Ziel für Pilgerfahrten, nicht nur unter koreanischen Buddhisten, sondern auch unter Buddhisten und Gelehrten aus der ganzen Welt.“

Die Eintragung erfolgte aufgrund der Kriterien (iv) und (vi).

„(iv): Die Aufbewahrungsgebäude des Haeinsa-Tempels sind einzigartig sowohl im Hinblick auf ihre Altertümlichkeit, insoweit diese spezialisierte Art von Bauwerken betroffen ist, als auch für die bemerkenswert wirkungsvollen Lösungen, die im 15. Jahrhundert entwickelt wurden, um das Problem der Lagerung der 80.000 Holztafeln, die zum Drucken der buddhistischen Schriften (Tripitaka Koreana) verwendet wurden, Und zu ihrer Bewahrung vor Verfall zu bewältigen.“

„(vi): Das Janggyeong Panjeon und seine einzigartige Sammlung der Holztafeln der Tripitaka Koreana aus dem 13. Jahrhundert, die aufgrund der Kunstfertigkeit und der hervorragenden Ausführung von Gravurtechniken herausragend sind, besetzen eine außergewöhnliche Position in der Geschichte des Buddhismus als die vollständigste und genaueste Textsammlung buddhistischer Lehrtexte in der Welt.“

## Bildergalerie

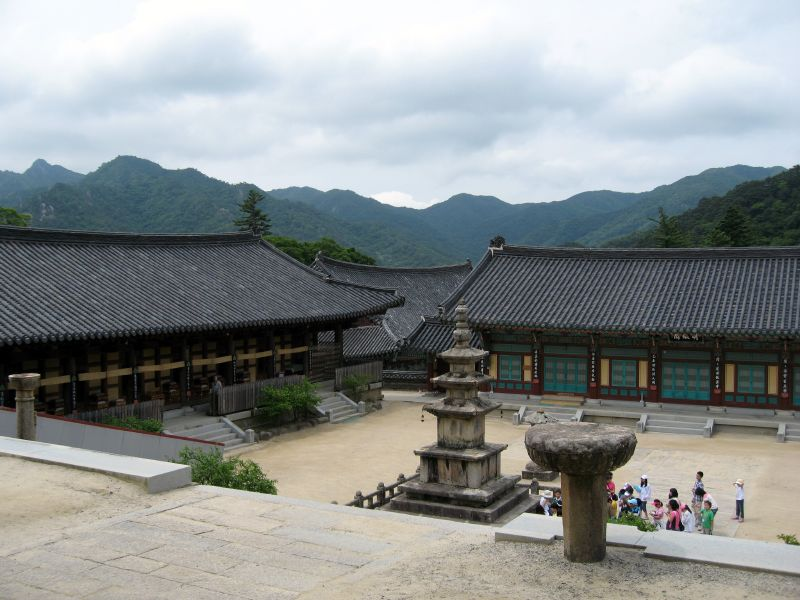
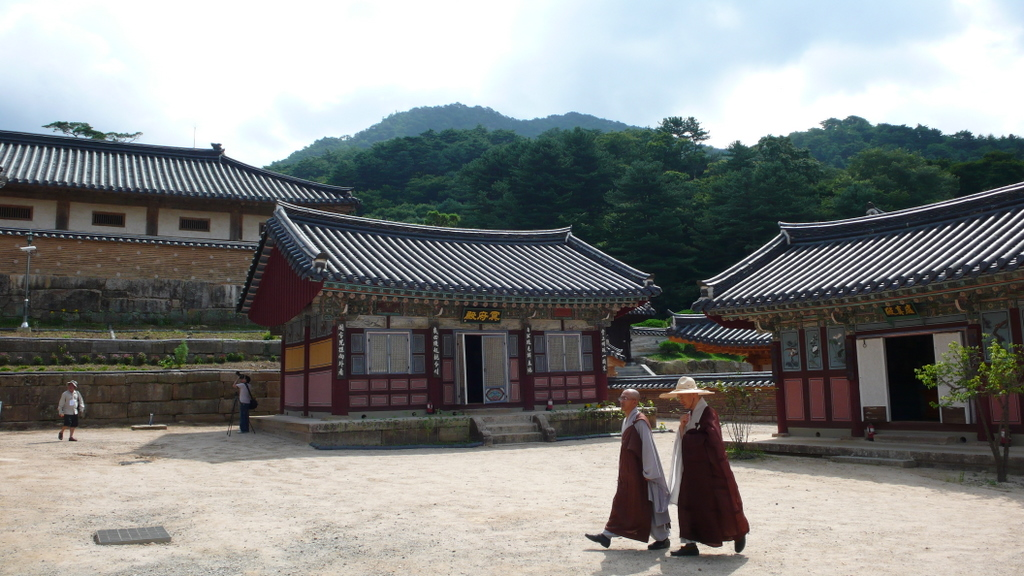
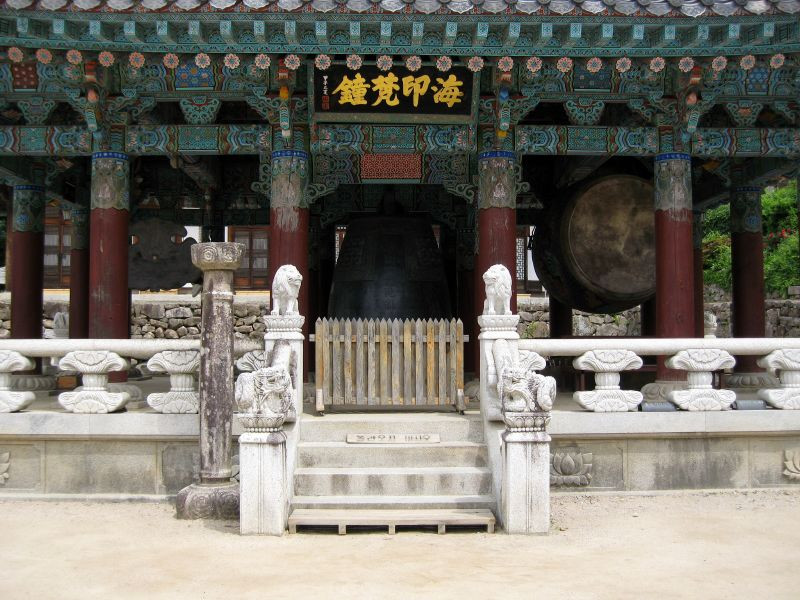
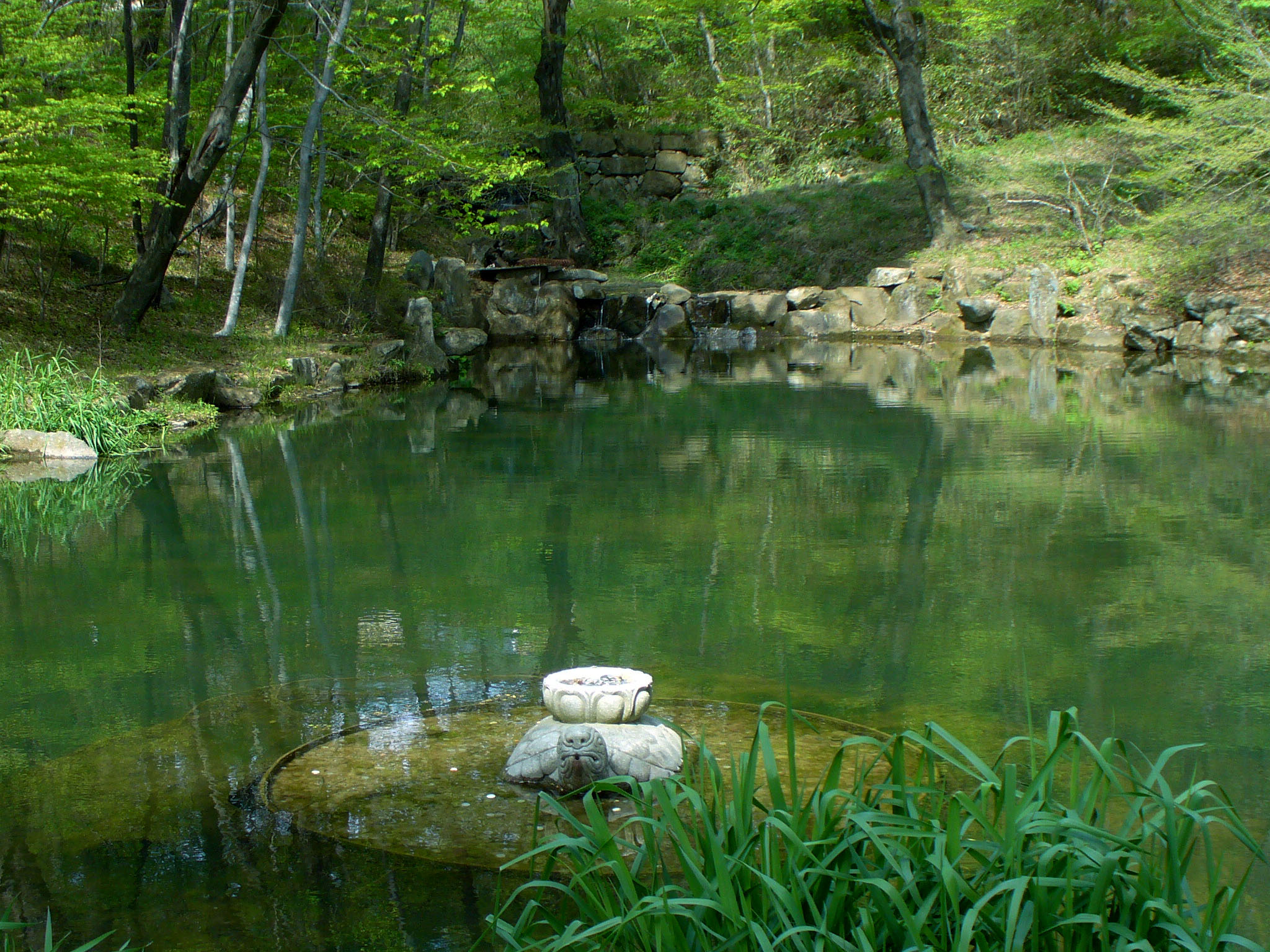